# Mezotermní organismy
Mezotermní organismy jsou organismy, jejichž teplotní optimum se pohybuje mezi 10–20 °C. Ve vegetačním období nesnášejí dlouhé mrazivé období, ani nadměrné teploty. Jsou to převážně organismy mírného pásu.